# نشوان بنت عبدالله
نشوان بنت عبدالله (؟ - ۱۴۷۵) (نسب: نشوان بنت عبدالله بن العلاء کُنانیه عسقلانیه) بانوی محدث مصری در سدهٔ نهم هجری بود. او نزد پنج‌تن از علمای روزگارش علم حدیث خوانده و اجازهٔ نقل گرفت. بزرگان بسیاری نزد او درس خوانده‌اند از جمله ابن حجر عسقلانی. ۱۹ رجب ۸۸۰ق درگذشت و در « حوش الحنابلة» در جوار آرامگاه پدرش دفن شد. 

## منبع
1. ↑  سخاوی، محمد بن عبدالرحمن ( ۱۹۹۲). الضوء اللامع لأهل القرن التاسع. بیروت: دار الجیل. تاریخ وارد شده در |سال= را بررسی کنید (کمک)
2. ↑  کحاله، عمر رضا (۱۹۵۹). أعلام النساء فی عالمی العرب والإسلام. ج. ۵. بیروت: موسسة الرسالة. ص. ۱۷۶. تاریخ وارد شده در |سال= را بررسی کنید (کمک)